# Snood

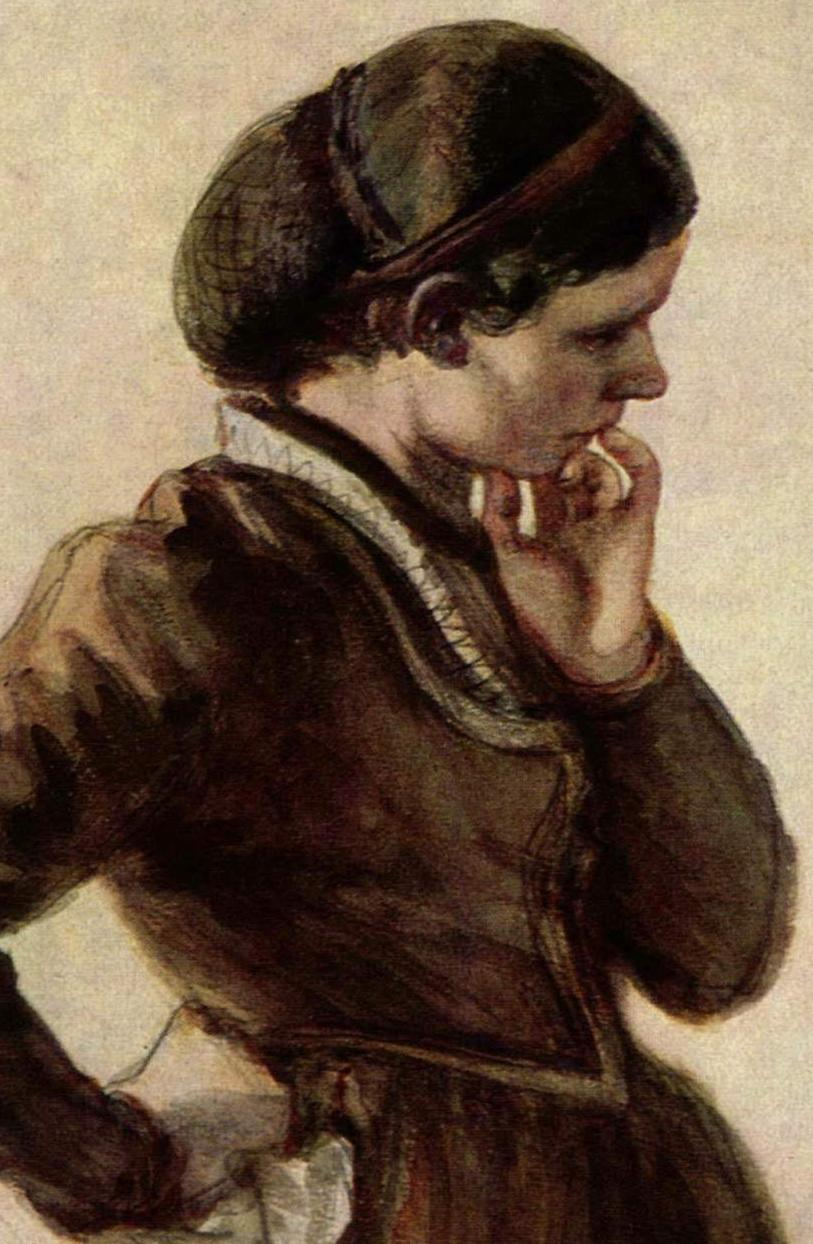

Snood, även snodd (engelska "snott", "nätvirkat"), kallas ett grovt, glesmaskigt virkat hårnät. Det kan liknas vid en liten nätkasse och håller om nackknuten.
Snood var först i bruk på 1850-talet, men blev inte mode förrän under andra världskriget.